# Madalu, Kadur
Madalu là một làng thuộc tehsil Kadur, huyện Chikmagalur, bang Karnataka, Ấn Độ.